# Selenobrachys ustromsupasius
Espèce
Selenobrachys ustromsupasius est une espèce d'araignées mygalomorphes de la famille des Theraphosidae.

## Distribution
Cette espèce est endémique de Romblon aux Philippines.

## Description
Le mâle holotype mesure 43,18 mm et la femelle paratype 53,85 mm, les mâles mesurent de 43,00 à 45,19 mm et les femelles de 42,56 à 55,13 mm.

## Systématique et taxinomie
Cette espèce a été décrite par Acuña, Dumbrique, Ranido, Ragasa, Noriega, Mayor, Florendo, Fadri, von Wirth, Santiago-Bautista et Guevarra en 2025

## Étymologie
Cette espèce est nommée en référence aux institutions qui ont permis l'étude : l'université de Santo Tomas (UST), Romblon State University (RSU), Mindanao State University-Iligan State University (MSU-IIT), l'université des Philippines Diliman (UPD) et la Philippine Arachnological Society, Inc. (PASI).

## Publication originale
- Acuña, Dumbrique, Ranido, Ragasa, Noriega, Mayor, Florendo Jr., Fadri, von Wirth, Santiago-Bautista & Guevarra Jr., 2025 : « Taxonomic revalidation of Selenobrachys Schmidt, 1999 and Chilocosmia Schmidt & von Wirth, 1992 based on morphological and molecular analyses (Araneae, Theraphosidae), with the description of a new species from Romblon Island, Philippines. » ZooKeys, vol. 1233, p. 139-193.